# WarCry
WarCry és un grup de heavy metal fundat el 2001 a Astúries, (Oviedo), quan el vocalista Víctor García i bateria Alberto Ardines van ser expulsats d'Avalanch. Pablo García i Fernando Mon van aparèixer només com a guitarristes convidats a l'àlbum debut Warcry, però es van fer membres oficials l'any 2002 juntament amb el baixista Álvaro Jardón i el pianista Manuel Ramil. Jardón va abandonar la banda a finals de 2003, sent reemplaçat per Roberto García tres mesos més tard. En la tardor de 2007, Ardines i Mon van ser reemplaçats per Rafael Yugueros i José Rubio, respectivament. Ramil va ser expulsat a principis de 2008 i seguidament al febrer de 2009 José Rubio deixà la banda per assumptes personals aliens al grup, deixant com a únic guitarrista a Pablo García.
Al principi, les lletres de WarCry estaven centrades en una naturalesa èpica i fantàstica, amb temes medievals i mitològics i un estil heavy amb bateries una mica més ràpides del normal. Més recentment, les lletres han fet referència a experiències socials i personals. L'estil musical també va canviar cap a tempos més ràpids i harmonies de parelles de guitarres com a metal heavy/progressiu. WarCry ha llançat ja sis àlbums d'estudi i un en viu, el qual va rebre una certificació d'or de vendes discogràfiques a Espanya. Malgrat ser una banda relativament nova, WarCry ha rebut diversos premis i reconeixements a Espanya, igual que tots els membres que han format part d'aquest.
Des del dia 15 de febrer de 2020, la banda es troba en una aturada indefinida, de el qual no s'ha descartat una possible dissolució.

## Història

### Inicis: 2001–2002
A mitjans del 2001, mentre treballaven en la banda asturiana de power metal Avalanch, el vocalista Víctor García i el baterista Alberto Ardines van decidir gravar un àlbum, amb les cançons de Víctor que tots dos estaven preparant en les seves estones lliures. La majoria havien estat compostes en els noranta, amb lletres en anglès. Ells les van traduir en castellà i van produir l'àlbum ells mateixos. Víctor es va encarregar de cantar, així com de tocar el baix, la guitarra rítmica i els teclats. Els guitarristes Fernando Mon, anteriorment d'Avalanch, i Pablo García de Relative Silence van col·laborar en l'àlbum gravant els solos de guitarra. Avalanch va expulsar a Víctor i Alberto de la banda, citant que estaven treballant en un projecte a esquena dels seus companys. Víctor va comentar que ell va presentar moltes de les seves cançons a Avalanch, però només va rebre crèdit en dos, «Por mi libertad» i «Aquí estaré». Aquesta última va passar de puntetes, però es va convertir en una de les cançons més famoses de la banda, així que al costat d'Alberto Ardines, van decidir llançar un disc «en solitari», però sense la idea de deixar Avalanch.

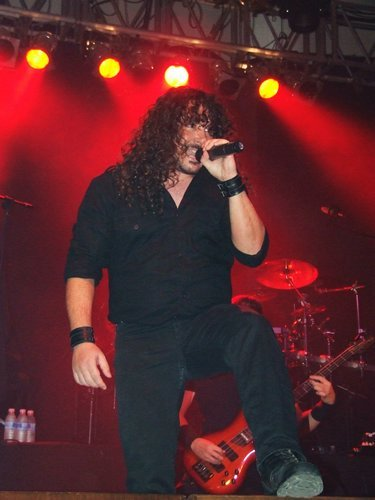
Víctor García.

WarCry sempre havia estat la idea de Víctor d'un «grup». En 1992 va formar un grup anomenat War-Cry, participant com a guitarrista, però es va dissoldre en 1994 quan es va convertir en el guitarrista rítmic d'Avalanch. Després de marxar-se d'Avalanch en 1995, es va prendre unes vacances i va tornar a formar després, al febrer de 1996, el grup com a WarCry, actuant com a vocalista principal. Aquesta vegada van gravar una maqueta titulada Demon 97, però es va dissoldre un any després, quan es va reunir amb Avalanch per ser el vocalista capdavanter. Després d'haver estat expulsat d'Avalanch, Víctor li va mostrar a Ardines el nom i el logo de WarCry. Va respondre positivament, i que havien de continuar treballant en aquest nou projecte musical atès que ja tenien camí obert.
Pablo i Fernando se'ls van unir i van gravar l'àlbum debut WarCry, el qual va ser llançat el 17 d'abril de 2002. Poc abans d'haver estat llançat aquest àlbum, a mitjan març, Álvaro Jardón, antigament del grup Darna, es va unir al grup per ser el baixista oficial. L'àlbum va rebre diverses crítiques positives. La revista de rock japonesa Karma, el va descriure «Un àlbum espanyol que impulsa el veritable metal!» i Kerrang! el va descriure com un «bon disc debut d'un grup molt bo». El grup va celebrar audicions per al teclista de juny a agost de 2002, decidint-se per Manuel Ramil. En comptes de fer una gira en suport de WarCry, el grup va començar a treballar en noves cançons per tenir un repertori més ampli per poder escollir.

### Avanç: 2002–2004
El segon àlbum de WarCry, El sello de los tiempos, va ser llançat el 1 de desembre de 2002 a través la seva pròpia companyia Jaus Records i recolzar-se en la distribució en Avispa Music. Les crítiques sobre aquest disc van ser positives. Kerrang! va dir que «el grup liderat per Alberto Ardines i Víctor García ha demostrat amb aquest disc que la superació és possible». També Heavy Rock va comentar que «la majoria dels grups necessiten diversos anys de singladura per aconseguir la solidesa compositiva, WarCry ho van aconseguir al llarg de l'any». Els premis Radial i la revista Heavy Rock van premiar a WarCry «grup revelació de l'any». WarCry va realitzar el seu primer concert el 13 de desembre de 2002 a Avilés, Astúries, com a començament de la seva «Gira el Sello de los Tiempos», la qual va durar tot un any. Durant aquesta gira, WarCry va compartir escenari amb molts grups coneguts a nivell mundial com Moonspell, Sepultura, Saratoga, Barón Rojo i Rage, entre d'altres.

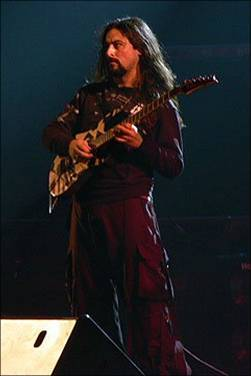
Pablo García.

En finalitzar la gira, Jardón va abandonar el grup, deixant un comunicat on citava «motius musicals i personals» i agraint als seus admiradors i amics per recolzar-lo en la seva carrera artística. Els altres membres van dir que respectaven la seva decisió i que li desitjaven «la millor de les sorts tant a nivell personal com a musical». Poc després, va ser anunciat que el tercer àlbum seria cantat en anglès, però van abandonar la idea després de les bones crítiques rebudes en el centre d'Europa per El sello de los tiempos cantat en castellà. A l'agost de 2003 van començar a gravar l'àlbum, produït per Víctor i Ardines, amb la col·laboració de Slaven Kolak. El títol del tercer àlbum va ser Alea Jacta Est, el qual va ser barrejat i editat en l'estudi del grup Jaus Records i llançat l'1 de gener de 2004 a través de Avispa. Va ser el primer treball que incloïa contribucions a nivell compositiu i letrístic de tots els membres, amb l'excepció d'Ardines i Mon, ja que Víctor havia escrit totes les cançons en els dos àlbums previs. Alea Jacta Est va aconseguir el lloc núm. 3 en la llista de vendes del FNAC en menys de dotze dies d'haver estat llançat.
Alea Jacta Est va ser un disc amb tints lleugerament més progressius que els anteriors, el qual va ser ben rebut per les crítiques. Metal Symphony el va descriure el «millor àlbum de l'any» i Heavy Rock va dir que WarCry «ha sabut fer-se un nom en aquest estil sense haver de mamar de les seves passades referències». La «Gira Alea Jacta Est» es va estendre des de març fins a novembre de 2004, on van recórrer tot Espanya i va incloure la participació de grups notables com Sôber, Abyss i Transfer. En la primera actuació de la gira, el grup oficialment va presentar a Roberto García, anteriorment d'Avalanch, com a nou al baix.

### Creixement: 2004–2008

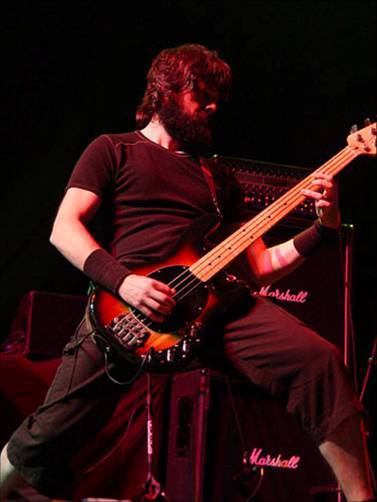
Roberto García.

A mitjan de 2004, el grup va començar a treballar en el seu quart àlbum ¿Dónde está la luz?. Va ser el seu únic treball masteritzat per Simón Echeverría, un productor conegut per treballar amb artistes populars i grups de heavy metal. Amb ¿Dónde está la luz? Víctor García va assumir el paper de compositor principal, escrivint totes les lletres i música, així com havia fet en els dos primers treballs del grup. L'àlbum va ser llançat l'1 de febrer de 2005 a través de Jaus Records i novament distribuït per Avispa, debutant en el lloc núm. 16 a Espanya. En aquest disc el grup va abandonar l'ús del doble bombo i va emprar una temàtica letrística més social. Aquest treball va ser ben rebut per la crítica. El Gráfico va afirmar que «el metal de WarCry es reinventa de forma constant» i Rolling Stone va dir que el «disc és una oda al metal dels vuitanta: cors hímnicos, riffs enganxosos, lletres meloses i tres powers ballads». Aquesta recepció tan positiva va ajudar a WarCry a incrementar la seva exposició a tot Europa. La gira en suport de l'àlbum va durar disset mesos, des de març de 2005 fins a agost de 2006. El grup va efectuar molts concerts a Espanya, incloent el festival Viña Rock, al costat de grups com Mägo de Oz, Sepultura i Los Suaves, tocant per a més de 15.000 seguidors, sent catalogats com "una màquina!!" i que estaven "lliurant pur heavy metal".
Al novembre de 2005 el grup va tocar en un concert amb la sala plena, en el saló Divino Aqualung de Madrid per a més de 2.500 seguidors. Aquesta presentació va ser llançada el 27 de febrer de 2006 com l'àlbum en directe Directo a la Luz. Va ser núm. 1 en vendes de DVDs a Espanya i es va mantenir en altes posicions durant diverses setmanes. La revista electrònica, Metal Symphony, va afirmar que l'àlbum "no perd l'energia, [amb] metal de principi a fi" i La Voz de Asturias descrivint-lo "la consagració definitiva". El grup va concloure la gira d'any i mig amb un concert en una pista de futbol a Bunyol, València, el 26 d'agost de 2006.

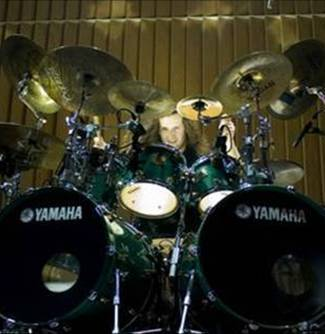
Rafael Yugueros.

Enmig de la gira, WarCry havia començat a treballar en el seu cinquè àlbum, La Quinta Esencia, que va ser llançat el 18 de setembre de 2006, el mateix dia que el grup va rebre una certificació d'or per les vendes de Directo a la Luz. La Quinta Esencia va entrar al núm. 19 en les llistes d'Espanya i el mes següent el grup es va embarcar en un concert en suport de l'àlbum. En 2007 WarCry va rebre diversos premis i reconeixements, com el "Rockferéndum", que és una votació duta a terme per lectors de les revistes Kerrang! i Heavy Rock, així com en el "MetalZone" i en la segona edició de l'Anuari de la Música d'Astúries. Al maig van participar, en quatre dates, en el "Mägo de Oz Fest" a Mèxic, al costat de Mägo de Oz, U.D.O., Cage i Maligno. Aquest festival va suposar la primera vegada que WarCry toqués en aquest país, interpretant els seus temes davant de més de 15.000 seguidors. A l'agost de 2007 l'emissora de ràdio argentina, Heavy Metal Radio, va nomenar a WarCry "grup internacional del mes".
Aquest mateix mes va ser anunciada la sortida del grup dels membres Alberto Ardines i Fernando Mon, la qual cosa va ocórrer "d'una manera professional i amistosa". Ardines es va centrar en el seu segell discogràfic propi "Triple A-Metal". Rafael Yugueros va ser el nou bateria, havent treballat prèviament amb Víctor García en el demo Demon 97 en 1997 abans d'unir-se a grups asturians com Darna i DarkSun. En el mateix comunicat el grup va sol·licitar demos de guitarristes interessats a unir-se al grup, decidint-se finalment pel cordovès José Rubio, el qual havia treballat prèviament per a Trilogy. La gira en suport de La Quinta Esencia va concloure el 28 de desembre de 2007 en el festival "Jamón Rock" en Guijuelo, Salamanca.

### Revolució: 2008–2020

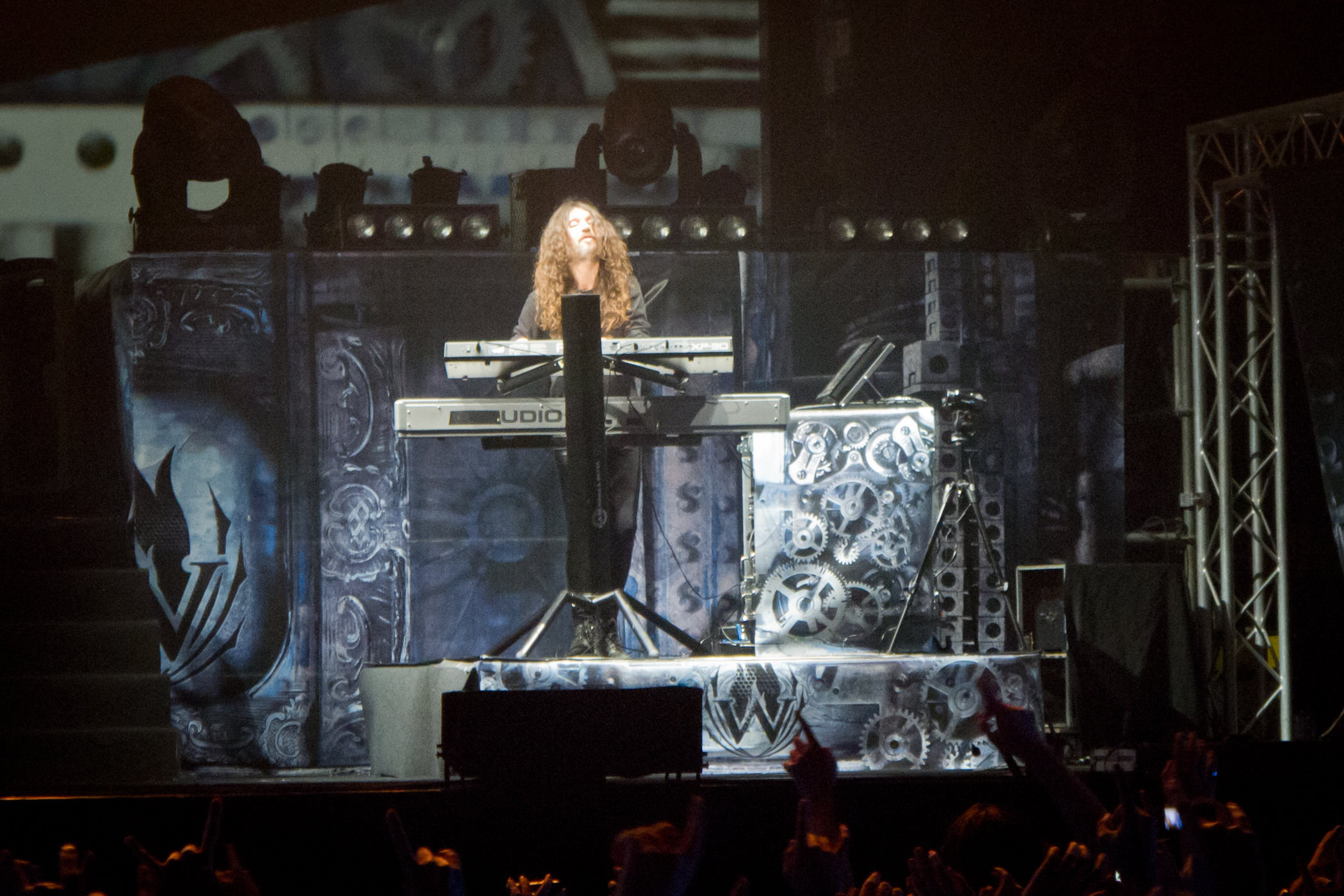
Santi Novoa.

A mitjan de febrer, el grup va anunciar el comiat del seu teclista Manuel Ramil, al·legant que, a causa del nou mètode de treball del grup (molts assajos abans de portar els temes a l'estudi), Manuel només podia assistir al 10% dels assajos. Pel seu grup, Ramil diu no entendre el seu acomiadament, ja que considera haver donat el temps suficient a WarCry. Ramil va fundar Sauze, format per Ardines i Mon, arribant a gravar dos discos, però el 26 de juny de 2017 Avalanch fa oficial la seva entrada al grup.
Revolución va ser el sisè disc d'estudi del grup, llançat el 27 d'octubre de 2008. El 17 de febrer de 2009, es va anunciar a la pàgina web de WarCry l'abandó del grup per part de José Rubio, al·legant motius personals i familiars. Ja en aquest any comencen la gira de “Revolución” amb una sèrie de concerts per tota la geografia espanyola. Abans no obstant això entrarà en la formació el teclista Santi Novoa, en un primer moment de forma eventual i més tard sent admès com a membre.
Per esmentar algunes de les participacions de WarCry, cal esmentar un concert a Madrid davant més de 5.000 assistents a “La cubierta” de Leganés o la seva participació en el festival Metalway (al costat de grups com Heaven and Hell, Opeth, Saxon, Lita Ford i d'altres) i de nou la seva participació en el festival Leyendas del Rock un altre any més des de la creació d'aquest festival. Finalitzen l'any amb una gira per Hispanoamèrica en la qual van visitar Colòmbia, Equador i Veneçuela. Temps després la formació va promocionar i va distribuir el seu nou disc Alfa que va sortir editat per Jaus Records el dia 15 d'abril de 2011.
Van assistir a grans festivals com el "Granito Rock" a Collado Villalba i el ja esmentat "Leyendas del Rock" a Múrcia. Com a nota del Leyendas del Rock, en el dia que tocaven va caure un gran aiguat i juntament amb d'altres grups no van poder tocar, però l'organització va fer lloc l'endemà al costat d'altres dos grups (Lujuria i Obús).
El primer dia de desembre de 2012, i després de diversos mesos de retard, va sortir a la venda el seu nou lliurament titulat Omega, un doble DVD de llarga durada, del concert multitudinari celebrat al Palacio de Vistalegre de Madrid el 21 de gener d'aquest any, més extres, que reflecteix en so i imatges el que va ser aquella nit a Madrid d'una gira curta.
El 27 de maig de 2013, s'anuncia a la web oficial del grup una nova placa discogràfica, el vuitè lliurament del quintet asturià, així com la seva data de sortida i venda directa durant el Festival Leyendas del Rock 2013. L'11 de juny van revelar la portada del disc que portaria per nom "Immortal" la portada dissenyada per Daniel Alonso, il·lustra el camí que el grup pretén prendre per al seu següent treball. La imatge que serà el frontal de l'àlbum tanca diversos missatges ocults i simbologies que el grup va triar durant el seu viatge a Egipte a principis del 2013.
El 19 de juny de 2013, WarCry, juntament amb altres artistes espanyols com Alejandro Sanz, Melendi i Revólver van participar amb la Fundació "Save the Children" en la campanya "Everyone" a nivell mundial, i "Todos contamos" a Espanya, fent versions de temes seus però amb instruments de joguina. El 22 de juny, Víctor García en un vídeo per a "Heavy - España" va revelar el nom del vuitè tall del seu nou disc, una cançó anomenada "Kheops", que va dir seria el més llarg i ambiciós enregistrament que mai haurien fet.
El 26 de juny a la web de Rafabasa.com es va desvetllar un article sobre la primera escolta de l'àlbum Immortal, revelant en aquesta la llista de temes, així com també una entrevista als membres del grup.
El 30 de juliol, el grup va publicar al seu web oficial, així com a través del seu canal de Youtube, el primer videoclip del seu disc "Immortal", sent el primer tema del setlist oficial "Quiero oírte", una cançó dedicada als seus seguidors de tot el món.
El 8 d'agost, surt en exclusiva el nou disc en el festival "Leyendas del Rock 2013", a Villena (Alacant). Encara que el disc oficialment va sortir el 9 de setembre de 2013.
El 14 de maig de 2016, el grup anuncia una nova placa discogràfica, que estaria llista per a principis del 2017, aquest anunci es va donar abans de la seva gira "Immortal 2016" que recorreria Equador i Colòmbia del 20 del maig al 22 de maig.
L'any 2017 va marcar la sortida de dos nous discos del grup, Donde el silencio se rompió es va estrenar el 29 de maig i Momentos el 17 de novembre, sent aquest últim, un disc en el qual es recullen les balades més significatives de Warcry així com un tema inèdit "La venganza del amor".
En 2018 reben el premi AMAS (Anuari de la Música Asturiana) a "Millor Àlbum de Rock" per "Donde el silencio se rompió"
El 8 de gener de 2020, als espais oficials de WarCry en xarxes socials, s'emet un comunicat anunciant una aturada indefinida de la formació, sense descartar la seva possible dissolució. L'últim concert del grup es va celebrar el dia 15 de febrer, en el Escena Rock Madrid Fest, i després d'això, el compte oficial de la formació en Twitter va publicar un "Fins la pròxima", sentidament rebut pels seus seguidors.

## Estil i temes lírics
Les primeres obres de la formació contenien un estil de power metal directe, bateries agressives utilitzant doble bombo i crits alts de Víctor García. Tota la composició va córrer a les mans de Víctor, fent referència a històries medievals i èpiques. En el seu tercer àlbum, WarCry va començar a incorporar tendències al metal progressiu, fent ús de la seva parella de guitarres, tempss ràpids i harmonies de teclats. La majoria dels membres van col·laborar en les cançons. Les lletres contenien temes mitològics i lluites personals.
La música després va començar a estar més elaborada, plena de riffs de guitarra, gairebé sense bateries ràpides i Víctor va adquirir un estil melòdic, amb un so més suau i reflexiu. Les lletres es van tornar introspectives, carregades de casos socials, així com abusos, delinqüència i discriminació. El cinquè àlbum va ser una barreja dels quatre treballs previs, amb metal power/progressiu i tendències del hard rock, atmosfera de teclats, bateries ràpides i Víctor García canviant a un estil aspre i greu. La temàtica letrística apuntava a totes les direccions, des de passatges èpics i històrics, a cançons d'amor i altres relacionades amb la guerra.
Cal destacar les tendències a temes rítmics i melòdics incloent lletres de temes socials. "Lepe a Mauve" -Víctor García

## Membres
- Víctor García – veu (2001–2020)
- Pablo García – guitarra, cors (2002–2020)
- Roberto García – baix, cors (2004–2020)
- Rafael Yugueros – Bateria (2007–2020)
- Santi Novoa – teclat (2008–2020)

### Membres anteriors
- Manuel Ramil – teclats (2002–2008)
- Alberto Ardines – bateria (2001–2007)
- Fernando Mon – guitarra, cors (2002–2007)
- Álvaro Jardón – baix, cors (2002–2004)
- José Rubio – guitarra, cors (2007–2009)
- Francisco Fidalgo - baix (1992-1994)
- Daniel Total - bateria (1992-1994)
- Gomi - guitarra (1992-1993)
- Aitor Rodrigo - baix (1996-1997)
- Alfonso Carrera - guitarra (1996-1997)
- Francisco Javier Díaz Menéndez - guitarra (1997-1998)
- Daniel Sevillano - guitarra (1997-1998)
- Tony Waste - Baterista (2009-2012)
- Andrés - mànager

### Cronologia
|                 |                                  |                 |                 |                     |                                      |                 |                 |                 |                 |                 |                 |                 |                 |                 |                 |                             |                 |
|                 | WarCry / El Sello de los Tiempos |                 | Alea Jacta Est  | ¿Donde Esta la Luz? | Directo a la Luz / La Quinta Esencia |                 | Revolución      |                 |                 | Alfa            | Omega           | Inmortal        |                 |                 |                 | Donde el silencio se rompió |                 |
| 200             | 2002                             | 2003            | 2004            | 2005                | 2006                                 | 2007            | 2008            | 2009            | 2010            | 2011            | 2012            | 2013            | 2014            | 2015            | 2016            | 2017                        | 2018            |
| Víctor García   |                                  |                 |                 |                     |                                      |                 |                 |                 |                 |                 |                 |                 |                 |                 |                 |                             |                 |
|                 |                                  | Pablo García    |                 |                     |                                      |                 |                 |                 |                 |                 |                 |                 |                 |                 |                 |                             |                 |
|                 |                                  | Fernando Mon    | Fernando Mon    | Fernando Mon        | Fernando Mon                         | Fernando Mon    | José Rubio      | José Rubio      |                 |                 |                 |                 |                 |                 |                 |                             |                 |
|                 |                                  | Álvaro Jardón   | Álvaro Jardón   | Roberto Garcia      | Roberto Garcia                       | Roberto Garcia  | Roberto Garcia  | Roberto Garcia  | Roberto Garcia  | Roberto Garcia  | Roberto Garcia  | Roberto Garcia  | Roberto Garcia  | Roberto Garcia  | Roberto Garcia  | Roberto Garcia              | Roberto Garcia  |
| Alberto Ardines | Alberto Ardines                  | Alberto Ardines | Alberto Ardines | Alberto Ardines     | Alberto Ardines                      | Alberto Ardines | Rafael Yugueros | Rafael Yugueros | Rafael Yugueros | Rafael Yugueros | Rafael Yugueros | Rafael Yugueros | Rafael Yugueros | Rafael Yugueros | Rafael Yugueros | Rafael Yugueros             | Rafael Yugueros |
|                 |                                  | Manuel Ramil    | Manuel Ramil    | Manuel Ramil        | Manuel Ramil                         | Manuel Ramil    | Manuel Ramil    | Santi Novoa     | Santi Novoa     | Santi Novoa     | Santi Novoa     | Santi Novoa     | Santi Novoa     | Santi Novoa     | Santi Novoa     | Santi Novoa                 | Santi Novoa     |

| Àlbum editat |  |      |  |  |          |  |  |          |
|              |  | Veu  |  |  | Guitarra |  |  | Guitarra |
|              |  | Baix |  |  | Bateria  |  |  | Teclat   |

## Discografia
Àlbums d'estudi
- 2002: WarCry
- 2002: El sello de los tiempos
- 2004: Alea Jacta Est
- 2005: ¿Dónde está la luz?
- 2006: La quinta esencia
- 2008: Revolución
- 2011: Alfa
- 2013: Inmortal
- 2017: Donde el silencio se rompió...

Àlbums en directe
- 2006: Directo a la luz